# Notre-Dame de Pentecôte
Pour les articles homonymes, voir Église Notre-Dame, Pentecôte et NDP.
Notre-Dame de Pentecôte (NDP) est une maison d'Église du diocèse de Nanterre située au cœur du quartier d'affaires de la Défense, dans les Hauts-de-Seine, en banlieue ouest de Paris.
Ce n'est pas une paroisse à proprement parler, mais un « lieu d'Église », où les personnes de passage peuvent se rendre depuis leur lieu de travail, pour partager sur la façon dont l'Esprit agit dans le milieu du travail. Elle se veut une présence chrétienne et œcuménique au milieu du site de la Défense en se préoccupant prioritairement de ceux qui y travaillent.

## Localisation
Notre-Dame de Pentecôte est située sur la limite communale entre Puteaux et Courbevoie, au cœur du quartier de la Défense.
Elle est encadrée par le CNIT à l'Ouest, la Maison de la Défense au Sud (bâtiment vitré devant lequel se tient l'Araignée rouge de Calder), la tour Trinity au Nord et la Tour Areva au Nord-Est.
La façade Nord-Est de l'édifice surplombe l'avenue de la Division-Leclerc et les voies rapides de la route nationale 192.
Son entrée est située sur une rue piétonne qui chemine entre le CNIT et la Maison de la Défense, accessible depuis le parvis de la Défense et la place de la Défense.

## Histoire
La construction de cette maison d'Église a été voulue par François Favreau, évêque de Nanterre. Elle prend la suite du Relais Jean-XXIII, un lieu de prières existant à la Défense, construit en 1976 par l'architecte Jean Beuzard.
Elle est conçue par l'architecte Franck Hammoutène.
La première pierre est posée le 25 mars 1998 (jour de l'Annonciation) ; seule pierre présente dans cet édifice de béton et de verre, elle est toujours visible à côté du baptistère. Un extrait du livre d'Isaïe (28:16–17) y est gravé. Elle est consacrée et ouvre ses portes le 7 janvier 2001, (jour de l'Épiphanie), ce qui en fait la première église ouverte au IIIe millénaire en France.
Elle est labellisée « Patrimoine du XXe siècle » en 2011.

## Mission
La mission de la maison d'Église Notre-Dame de Pentecôte est décrite dans la lettre de mission de l'évêque de Nanterre. Elle s'articule autour de six axes :
- l'accueil et l'écoute ;
- la liturgie ;
- le monde de l'entreprise ;
- l'approfondissement de la foi ;
- l'art et la culture ;
- la solidarité.

Notre-Dame de Pentecôte constitue, selon l'expression de l'évêque de Nanterre entre 2002 et 2013, Gérard Daucourt, un « laboratoire pour l'évangélisation de notre société laïque et sécularisée ».

## Architecture
La position de l'édifice en surplomb de la route donne l'impression qu'il est suspendu au-dessus du vide.
La maison d'Église semble avoir été conçue pour s'intégrer dans le site : sa forme générale essentiellement cubique n'adopte pas le plan en croix ni l'orientation vers l'est, habituels de la plupart des églises du IIe millénaire.
L'église est signalée par une croix discrète aux abords de l'entrée. La façade s'élève sur une hauteur de 35 mètres, en partie détachée du bâtiment, comparable à un clocher. La façade abrite un carillon à huit cloches. Sur le mur en béton recouvert de vitres en verre opaque gris, deux lignes de couleur plus claire dessinent sur toute la hauteur et dans toute la largeur une autre croix, grande mais discrète, à la manière d'un filigrane. Cet écran monumental, d'une épaisseur de 80 cm, est conçu pour résister aux vents forts induits par l'environnement découvert, en se déformant légèrement. Ce dispositif a été imaginé en collaboration avec la société Rice Francis Ritchie (RFR).
Le matériau employé pour le gros œuvre est le béton, ce qui n'est en revanche pas une nouveauté pour les églises du XXe siècle, qui ont commencé à comporter ce type de matériau. Du fait de l'organisation complexe des équipements situés sous la dalle du parvis de la Défense, les fondations de l'édifice ont représenté à elles seules le tiers du coût total (on a recouru à 62 piles, dont certaines inclinées jusqu'à 20° pour éviter les obstacles souterrains).
Les trois parties de la maison d'Église s'organisent verticalement, chacune sur un niveau :
- La chambre haute, qui accueille la chapelle, à laquelle on accède par un escalier, avec des bancs en bois pour les fidèles. Elle peut accueillir 300 personnes[13]. La lumière provient du nord / nord-est, mais comme l'ensemble du côté nord est en verre (opaque), cela donne une luminosité satisfaisante, pour l'autel, à laquelle s'ajoute celle des éclairages.

L'autel, l'ambon et le tabernacle sont dus au sculpteur Pierre Sabatier, et sont en acier oxydé. À noter que l'ambon est situé au milieu des fidèles, dans une direction opposée à celle de l'officiant lors de la consécration, reprenant une disposition ancienne courante dans les églises du Ier millénaire. L'autel symbolise la Pentecôte et comporte trois fentes sur chacune des quatre faces, soit 12 comme le nombre d'apôtres. L'ambon évoque le buisson ardent au chapitre 3 du Livre de l'Exode. Le tabernacle symbolise la présence invisible de Dieu. Le grand écran de verre derrière l'autel a été conçu par le vitrailliste Jacques Loire. La statue de la Vierge Marie est due au sculpteur Étienne ; elle est surmontée de langues de feu symbolisant la Pentecôte. La tapisserie à droite de la porte d'entrée est due au frère Yves de l'Abbaye Sainte-Marie de la Pierre-qui-Vire et représente le Christ en croix.
- Le niveau du rez-de-chaussée est le parvis d'accueil et de rencontre, où est installée une librairie (annexe de la Procure dans le 6e arrondissement de Paris), et où ont lieu des conférences ou des expositions.

- Le sous-sol est composé de salles de réunions, d'un restaurant, d'une cuisine ainsi que de toilettes accessibles aux handicapés. Le restaurant permet de servir des repas le mercredi à partir de 13 h 15 environ après la messe du mercredi, ce qui laisse un temps de convivialité avant la reprise du travail à 14 h. La cuisine est de dimension réduite, les repas étant livrés par un traiteur.

Notre-Dame de Pentecôte a valu à son architecte le Grand prix du ministre de la Culture en 2006, remis par Renaud Donnedieu de Vabres,.

## Activités

### Messes
- Une messe chaque jour de la semaine ;

### Équipes et groupes
Foi et vie, par ordre alphabétique :
- Café-Doc[e] ;
- Cercle de formation chrétienne dans la spiritualité de l’Opus Dei[f] ;
- Coachs chrétiens[g] ;
- Déjeuner Défense[h] ;
- Direction des ressources humaines (DRH)[i] ;
- En chemin[j] ;
- Entrepreneurs et dirigeants chrétiens[k] ;
- Éthique en entreprise[l] ;
- Gospel ;
- Groupe louange[m], groupe de prière ;
- Groupe œcuménique[n] réunissant plusieurs personnes de différentes obédiences chrétiennes – protestants, orthodoxes, catholiques ;
- Groupement chrétien des professions financières (GCPF)[o] ;
- Jeunes et entreprises[p], parrainage de jeunes ;
- L'écologie et nous[q], groupe de réflexion chrétienne sur l’écologie intégrale ;
- Eccleria, précédemment nommé Mouvement chrétien des cadres et dirigeants[r] ;
- Parcours Zachée[s] ;
- Seniors actifs bénévoles (SAB)[t]

### Solidarité
Voir : Solidarité, sur le site de Notre-Dame de Pentecôte
- Fondation Sainte-Geneviève ;
- Groupe partage et solidarité[u] ;
- Les p'tits cafés ;
- La maison de l'amitié ;
- GRED - Groupe de recherche d'emploi à la Défense[v] ;
- Cercle de silence de la Défense ;
- Alcooliques anonymes ;
- Souffrance au travail.

### Activités culturelles
- Un atelier de chant spécialisé dans le gospel ;
- Des expositions en rapport avec la culture : art (peinture, sculpture), ou d'autres thèmes plus directement liés à la vie des entreprises ;
- Des concerts.

### Forums et conférences
- des forums et conférences.

### Librairie
La librairie, annexe de la Procure, propose des livres sur la religion (Bible, dialogue interreligieux, œcuménisme, écologie intégrale...).

## Paroisse
Depuis 2001, les responsables de la maison d'Église ont été :
- 2001 - 2003 : Père Jacques Turck
- 2003 - 2012 : Père Michel Anglarès
- 2012 à 2017 : Père Alain Lotodé
- 2017 à aujourd'hui : Père Hugues Morel d'Arleux

## Autres maisons d'Église
D'autres maisons d'Église ont ouvert en France sur le modèle de Notre-Dame de Pentecôte. En 2020, il y avait ainsi des maisons d'Église dans une quinzaine de diocèses en France.